# تپه اسلام‌آباد
تپه اسلام‌آباد مربوط به دوره اشکانیان - دوره ساسانیان است و در شهرستان میانه، بخش مرکزی، دهستان قافلانکوه غربی، روستای اسلام‌آباد، ۱ کم شرق سیلوی میانه واقع شده و این اثر در تاریخ ۲۸ اسفند ۱۳۸۵ با شمارهٔ ثبت ۱۸۸۸۸ به‌عنوان یکی از آثار ملی ایران به ثبت رسیده است.